# Kyselina fulminová
Kyselina fulminová triviálně třaskavá (chemický vzorec HONC) je chemická sloučenina, kterou objevil roku 1824 Justus von Liebig. Její výpary jsou toxické. Je to organická kyselina a její izomer kyselina isokyanatá (HNCO) byl objeven o rok později Friedrichem Wöhlerem.
Soli kyseliny se nazývají fulmináty a jedním ze stabilnějších (ale stále vysoce nebezpečným) je fulminát rtuťnatý (Hg(CNO)2). Všechny fulmináty jsou nestálé a snadno se explozivně rozkládají, což je důvod, proč se využívají jako detonátory pro jiné explozivní materiály a samy tak patří mezi primární výbušniny.